# Insurrection
Insurrection je hudební skupina hlásící se k hnutí Rock identitaire français (RIF).
Insurrection ve svých textech ostře napadá globalizaci či liberálně demokratický politický systém, útočí také na Francouzskou revoluci a její důsledky. Pozitivně se naopak v textech vyjadřuje o tradičním katolicismu a kontrarevoluci.
Skupina se stala oblíbenou mezi pravicovými francouzskými aktivisty poté, kdy své první dlouhohrající CD Honneur & Fidélité z roku 2002 dala ihned po oficiálním vydání plně k dispozici k internetovému stahování.
Insurrection na svých dvou prvních CD hráli především syrový, neuhlazený a agresivní punk, na posledním albu Radicalcore z roku 2006 je však znát posun směrem k větší hudební propracovanosti.

## Diskografie

### Mini-CD
- Insurrection, r. 2000

### Alba
- Honneur & Fidélité, r. 2002
- Radikalcore, r. 2006